# Mesolecanium ferum
Mesolecanium ferum  (лат.) — вид полужесткокрылых насекомых-кокцид рода Mesolecanium из семейства ложнощитовки (Coccidae).

## Распространение
Южная Америка, Бразилия (Sao Paulo).

## Описание
Питаются соками эуфорбиевых растений таких как Croton floribundus, род Croton (Euphorbiaceae). Вид был впервые описан в 1920 году бразильским энтомологом Адольфом Хемпелем (Hempel, Adolph; 1870-1949).
Таксон Mesolecanium ferum включён в состав рода Mesolecanium (триба Coccini) вместе с таксонами M. argaformis, M. campomanesiae, M. baccharidis, M. inflatum, M. jaboticabae, M. lucidum, M. marmoratum, M. obscurum, M. planum, M. pseudosemen, M. rhizophorae, M. uvicola и другими.